# Ann Wagner
Ann Louise Wagner wcześniej Ann Louise Trousdale (ur. 13 września 1962 w Saint Louis) – amerykańska polityk, członkini Partii Republikańskiej.

## Działalność polityczna
Od 2005 do 2009 była ambasadorką w Luksemburgu. Od 3 stycznia 2013 jest przedstawicielką 2. okręgu wyborczego w stanie Missouri w Izbie Reprezentantów Stanów Zjednoczonych.